# روندا
روندا نام شهری از در استان مالاگا واقع در بخش‌های خودمختار اسپانیا است و در حدود ۳۵ هزار نفر جمعیت دارد.